# Luxembourg aux Jeux olympiques de 1920
Le Luxembourg  participe aux Jeux olympiques de 1920 à Anvers en Belgique du 20 août au 12 septembre 1920. Il s'agit de sa 3e participation à des Jeux olympiques d'été.

## Médaille
| Médaille | Discipline    | Épreuve | Athlète      | Performance |
| -------- | ------------- | ------- | ------------ | ----------- |
| Argent   | Haltérophilie | Lourds  | Joseph Alzin | 260 kg      |

## Athlétisme
Le Luxembourg aligne six participants aux épreuves d'athlétisme.

## Cyclisme
Le Luxembourg aligne Jean-Christophe Majerus aux épreuves de cyclisme.

## Football
L'équipe masculine de football du Luxembourg est présente.

## Haltérophilie
Trois Luxembourgeois sont présents. Joseph Alzin remporte la médaille d'argent dans la catégorie des lourds.

## Lutte
Deux lutteurs luxembourgeois sont présents aux Jeux olympiques.

## Natation
Deux nageurs luxembourgeois participent aux Jeux olympiques.